# Tranchée de Mutap à Ljubanje
La tranchée de Mutap à Ljubanje (en serbe cyrillique : Мутапов шанац у Љубањи ; en serbe latin : Mutapov šanac u Ljubanji) se trouve à Ljubanje, sur le territoire de la ville d'Užice et dans le district de Zlatibor, en Serbie. Elle est inscrite sur la liste des monuments culturels protégés de la république de Serbie (identifiant no SK 2102).

## Présentation
La tranchée de Mutap remonte au Premier soulèvement serbe contre les Ottomans.